# Knutwil
Knutwil (toponimo tedesco) è un comune svizzero di 2 373 abitanti del Canton Lucerna, nel distretto di Sursee.

## Geografia fisica

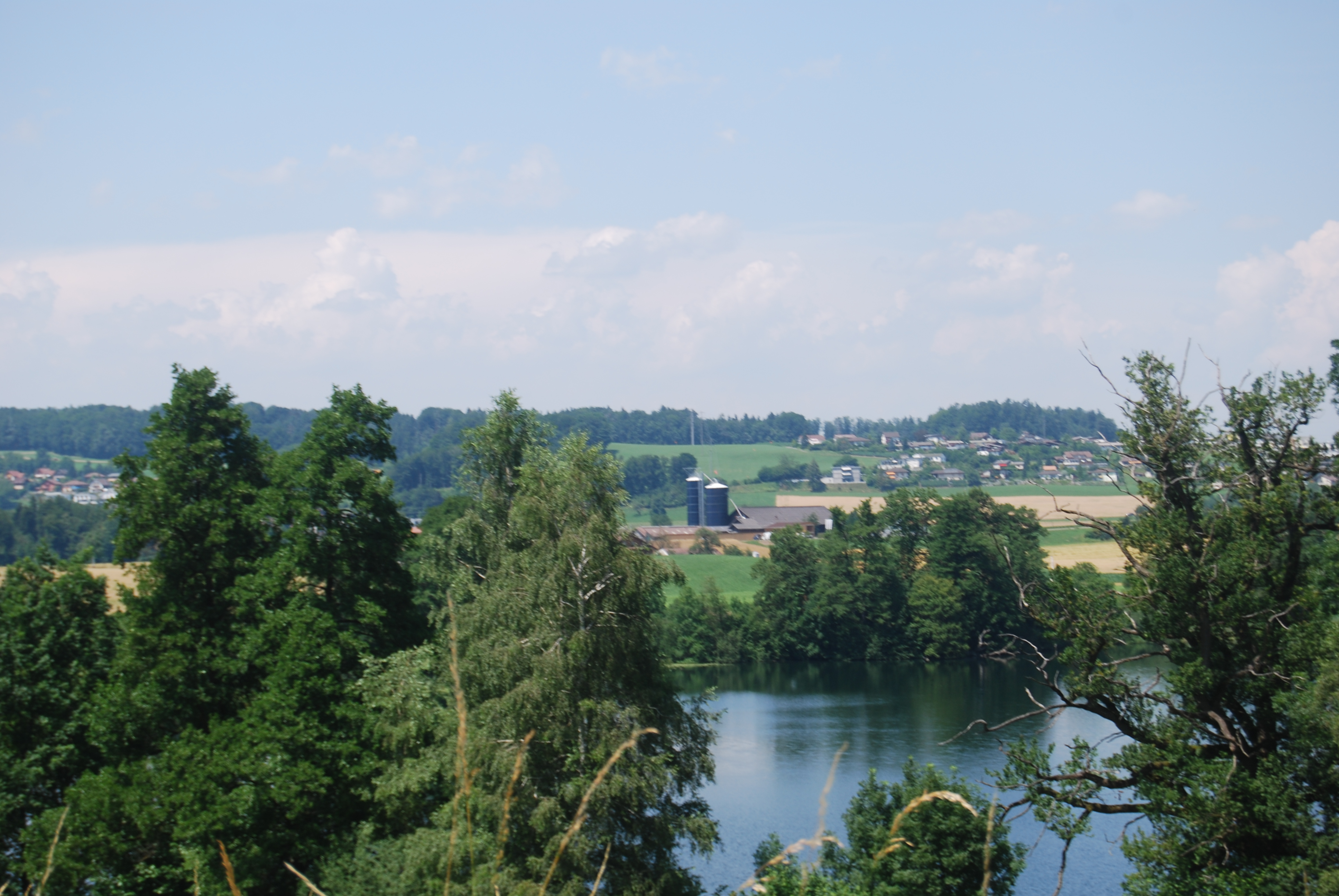
Il lago di Mauensee presso Sankt Erhard di Knutwil

Il territorio di Knutwil si estende nella valle della Sur e comprende parte del lago di Mauensee.

## Monumenti e luoghi d'interesse
- Chiesa parrocchiale cattolica di San Bartolomeo (già di Santo Stefano), eretta nel Medioevo e ricostruita nel 1821-1831[3].

## Società

### Evoluzione demografica
L'evoluzione demografica è riportata nella seguente tabella:
Abitanti censiti

## Geografia antropica

### Frazioni
Le frazioni di Knutwil sono:
- Eriswil
- Hitzligen
- Sankt Erhard
- Schaubern
- Wolen

## Economia
L'economia locale si basa prevalentemente sul settore secondario e sul pendolarismo in uscita.

## Infrastrutture e trasporti

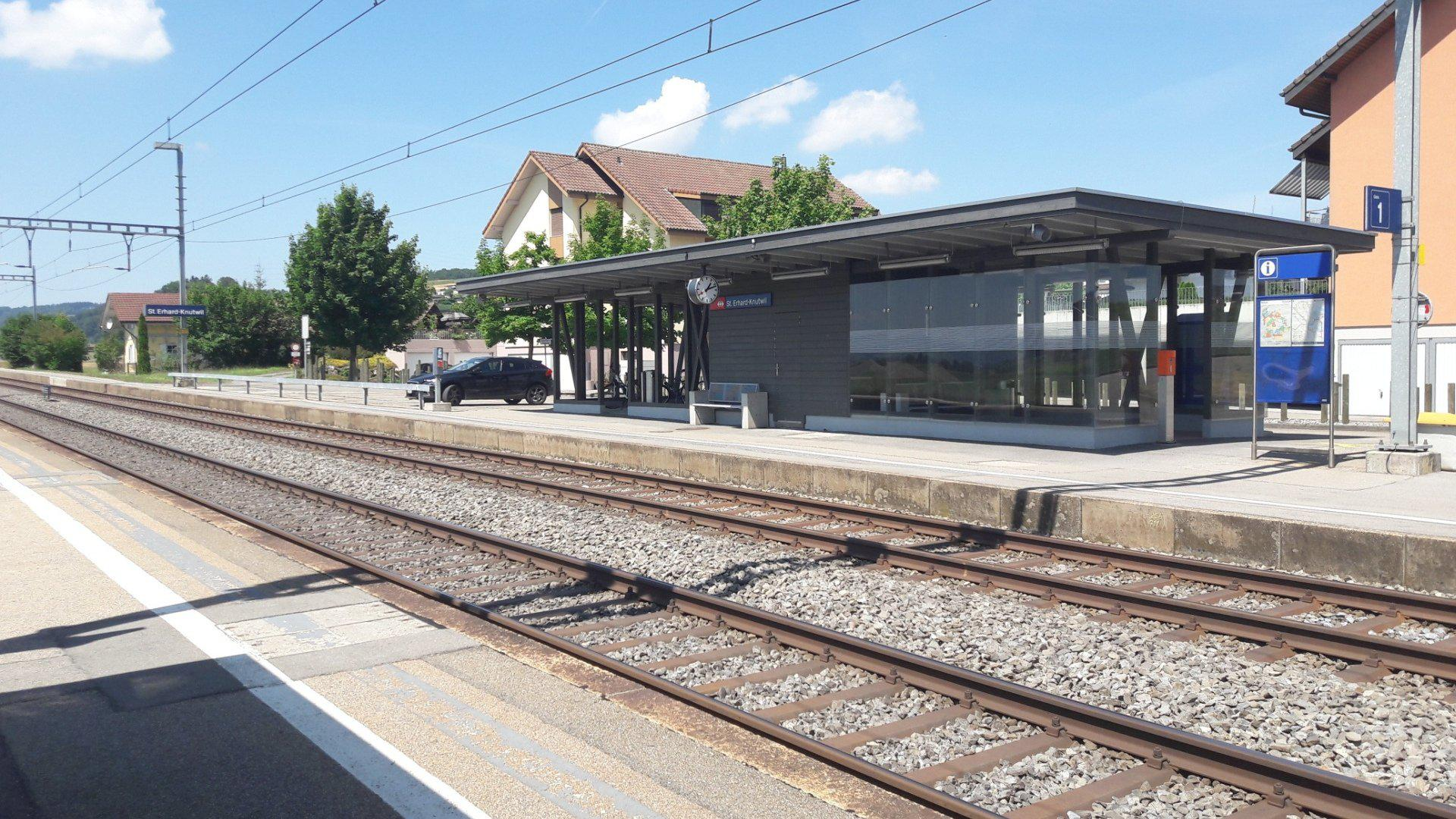
La stazione di St. Erhard-Knutwil

Knutwil è servita dalla stazione di St. Erhard-Knutwil sulla ferrovia Olten-Lucerna.